# Abendlied (Matthias Claudius)

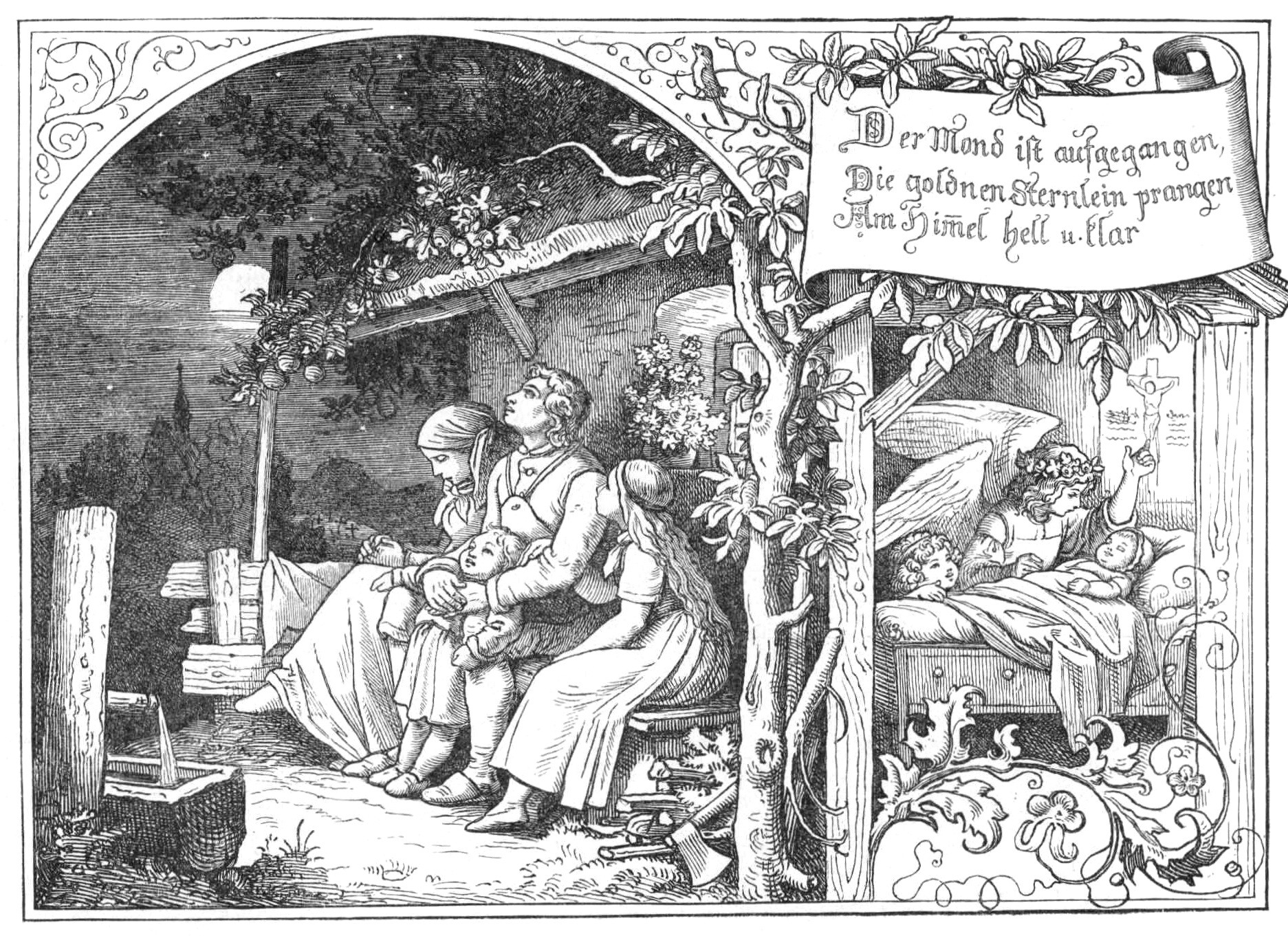
Der Mond ist aufgegangen, Illustration von Ludwig Richter (1856)

Das Abendlied ist ein Gedicht von Matthias Claudius, das zu den bekanntesten Werken der deutschen Literatur gehört und unter dem Titel des ersten Verses Der Mond ist aufgegangen in der Vertonung von Johann Abraham Peter Schulz als christliches Lied bekannt ist. Es wurde zum ersten Mal im Musen Almanach für 1779 (herausgegeben von Johann Heinrich Voß) veröffentlicht und fehlt seitdem in kaum einer Anthologie.
Vorlage war das Gedicht Nun ruhen alle Wälder von Paul Gerhardt aus dem Jahre 1647. Die genaue Datierung ist unklar; einerseits geht man von einer Entstehung 1778 in Wandsbek aus, andererseits von einer früheren in Darmstadt.

## Das Gedicht

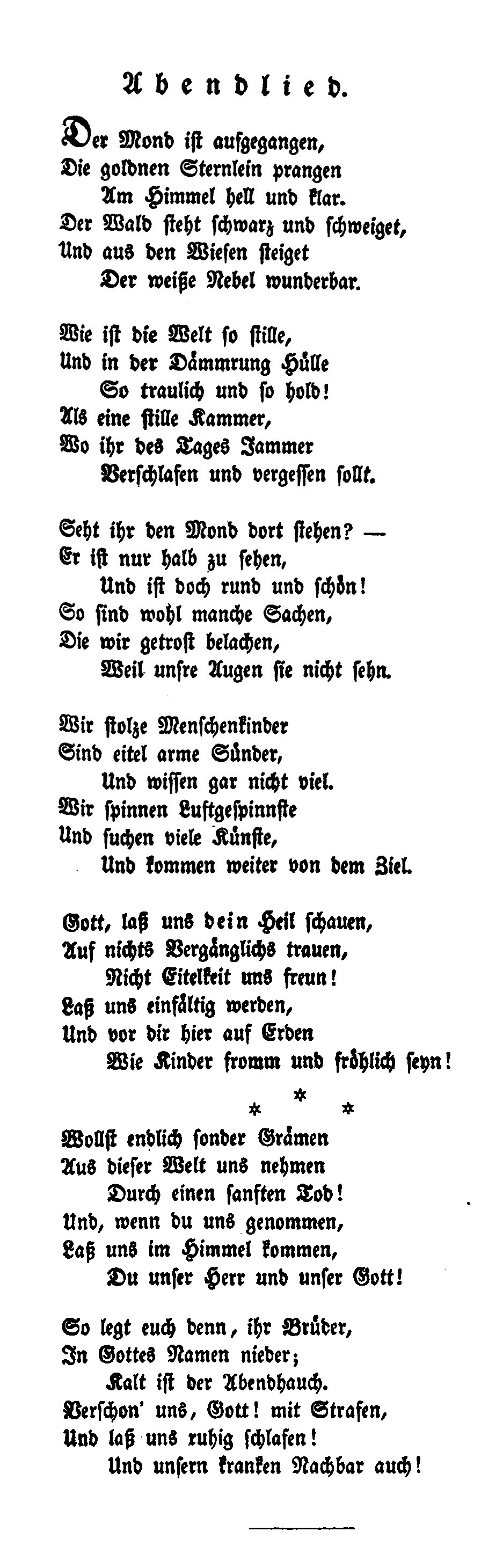
Der Mond ist aufgegangen in Claudius’ Asmus omnia sua secum portans (Band 4, 1783)

### Text
Text nach dem Musen Almanach (1779)

Abendlied

Der Mond ist aufgegangen

Die goldnen Sternlein prangen

     Am Himmel hell und klar:

Der Wald steht schwarz und schweiget,

Und aus den Wiesen steiget

     Der weiße Nebel wunderbar.

Wie ist die Welt so stille,

Und in der Dämmrung Hülle

     So traulich und so hold!

Als eine stille Kammer,

Wo ihr des Tages Jammer

     Verschlafen und vergessen sollt.

Seht ihr den Mond dort stehen?

Er ist nur halb zu sehen,

     Und ist doch rund und schön.

So sind wohl manche Sachen,

Die wir getrost belachen,

     Weil unsre Augen sie nicht sehn.

Wir stolze Menschenkinder

Sind eitel arme Sünder,

     Und wissen gar nicht viel;

Wir spinnen Luftgespinste,

Und suchen viele Künste,

     Und kommen weiter von dem Ziel.

Gott, laß uns dein Heil schauen,

Auf nichts vergänglichs trauen,

     Nicht Eitelkeit uns freun!

Laß uns einfältig werden,

Und vor dir hier auf Erden

     Wie Kinder fromm und fröhlich sein!

Wollst endlich sonder Grämen

Aus dieser Welt uns nehmen

     Durch einen sanften Tod,

Und wenn du uns genommen,

Laß uns in Himmel kommen,

     Du lieber treuer frommer Gott!

So legt euch denn, ihr Brüder,

In Gottes Namen nieder!

     Kalt ist der Abendhauch.

Verschon’ uns Gott mit Strafen,

Und laß uns ruhig schlafen,

     Und unsern kranken Nachbar auch!
Text nach Asmus omnia sua secum portans (1783)

Abendlied

Der Mond ist aufgegangen,

Die goldnen Sternlein prangen

     Am Himmel hell und klar.

Der Wald steht schwarz und schweiget,

Und aus den Wiesen steiget

     Der weiße Nebel wunderbar.

Wie ist die Welt so stille,

Und in der Dämmrung Hülle

     So traulich und so hold!

Als eine stille Kammer,

Wo ihr des Tages Jammer

     Verschlafen und vergessen sollt.

Seht ihr den Mond dort stehen? –

Er ist nur halb zu sehen,

     Und ist doch rund und schön!

So sind wohl manche Sachen,

Die wir getrost belachen,

     Weil unsre Augen sie nicht sehn.

Wir stolze Menschenkinder

Sind eitel arme Sünder,

     Und wissen gar nicht viel.

Wir spinnen Luftgespinnste

Und suchen viele Künste,

     Und kommen weiter von dem Ziel.

Gott, laß uns dein Heil schauen,

Auf nichts Vergänglichs trauen,

     Nicht Eitelkeit uns freun!

Laß uns einfältig werden,

Und vor dir hier auf Erden

     Wie Kinder fromm und fröhlich seyn!

Wollst endlich sonder Grämen

Aus dieser Welt uns nehmen

     Durch einen sanften Tod!

Und, wenn du uns genommen,

Laß uns im Himmel kommen,

     Du unser Herr und unser Gott!

So legt euch denn, ihr Brüder,

In Gottes Namen nieder;

     Kalt ist der Abendhauch.

Verschon’ uns, Gott! mit Strafen,

Und laß uns ruhig schlafen!

     Und unsern kranken Nachbar auch!

### Formales
Das Gedicht besteht aus sieben sechszeiligen Strophen. Das Reimschema ist dabei [aabccb], der jeweils dritte und sechste Vers bilden also einen Schweifreim. Das Versmaß wird in der Regel als dreihebiger Jambus interpretiert, wobei der jeweils letzte Vers einer Strophe vierhebig ist. Einige Interpreten gehen jedoch davon aus, dass sämtliche Verse als vierhebig aufzufassen sind, und berufen sich dabei unter anderem auf verschiedene Vertonungen des Gedichts.

### Intertextualität
Mit Abendlied wählt Claudius einen Gattungsbegriff als Titel, der das Gedicht in den Kontext bestimmter literarischer Traditionen stellt. Auf der einen Seite ruft der Titel das Umfeld der geistlichen Gesänge auf, auf der anderen Seite ist das Abendlied als literarische Gattung ein typisches Produkt der Reformationszeit. Typische Elemente dieser Gattung sind die Angst vor der hereinbrechenden Nacht, die Erinnerung an den zurückliegenden Tag sowie eine Form von Andacht. Anders als bei vielen Vorgängern in dieser Tradition tritt bei Claudius’ Abendlied eine reale, eigenständige Natur in Erscheinung, die nicht mehr rein metaphorisch gelesen werden kann. Auch fehlt dem Gedicht ein (gattungstypischer) grundlegender pädagogischer Unterton, dafür tritt ein fortschreitender Erkenntnisprozess auf, dem der Leser folgen kann. Claudius’ Abendlied kann so als Gedicht gelesen werden, das eine literarische Tradition aufruft, um sich gleichzeitig von ihr abzugrenzen.
Neben dem Gattungszusammenhang, in dem das Gedicht steht, können auch einige konkrete intertextuelle Vorlagen benannt werden. Besonders prominente Vorlage ist das Lied Nun ruhen alle Wälder von Paul Gerhardt, auf dessen Melodie Claudius’ Abendlied ursprünglich gesungen werden sollte. Daher stimmen beide Lieder in Metrum und Reimschema überein, womit sie in einem größeren Zusammenhang christlicher Liedtexte stehen, der etwa auch O Welt, ich muss dich lassen umfasst. Neben der Thematik der Naturbetrachtung am Abend und dessen Verwendung als Bild des Sterbens und dem kontemplativ-andachtsvoll ausgedrückten Gottvertrauen, übernimmt Claudius auch einige Textzeilen von Gerhardt, die er leicht abwandelt. So sind etwa die ersten beiden Verse („Der Mond ist aufgegangen / die goldnen Sternlein prangen“) eng an die ersten beiden Verse der dritten Strophe des Gerhardt-Gedichts angelehnt („Der Tag ist nun vergangen / die güldnen Sternlein prangen“). Mit der dritten Strophe tritt Claudius eine erkenntnistheoretische Verteidigung des Glaubens an. Dies kann als eine Verteidigung des Gerhardtschen Ursprungstexts gelesen werden, dessen Textstelle „es schläft die ganze Welt“ von der Aufklärung kritisch betrachtet wurde.

## Vertonungen und Melodien
In der Vertonung von Johann Abraham Peter Schulz in der Sammlung Lieder im Volkston, bey dem Claviere zu singen aus dem Jahr 1790 erhielt das Abendlied einen festen Platz im deutschen Liedrepertoire. Mit dieser Melodie steht es auch im Evangelischen Gesangbuch (EG 482, mit vierstimmigem Chorsatz von Max Reger (1899)), mit identischem Text und Melodie seit 2013 auch im katholischen Gotteslob (Nr. 93). In Kirchengesangbüchern fand es sich bis weit ins 20. Jahrhundert meist mit der Melodie Nun ruhen alle Wälder (Innsbruck, ich muss dich lassen, von Heinrich Isaac).
Insgesamt gibt es jedoch mehr als 70 Vertonungen. Franz Schubert komponierte sein Lied für Singstimme und Klavier (D 499) im November 1816. Weitere Fassungen schufen Michael Haydn, Carl Orff, Johann Friedrich Reichardt, Othmar Schoeck, Zsolt Gárdonyi. Interpretationen von Schulz’ Melodie stammen u. a. von Pe Werner im Duett mit Xavier Naidoo, Hannes Wader, Herbert Grönemeyer, Achim Reichel oder den Singphonikern, dem Tenor Peter Schreier, Heino oder Freddy Breck.
Quelle: Notierung aus dem Rheinisch-Westfälischen Provinzial–Gesangbuch, 1893

## Rezeption und Interpretationen
Das Gedicht hat vor allem als Volkslied enorme Berühmtheit im deutschen Sprachraum erlangt, insbesondere dabei die erste, zweite, dritte und letzte Strophe, die anderen werden oft weggelassen. Überwiegend wurde das Lied als idyllisches Schlaflied rezipiert, mit dem nur ganz leise unheimlichen Aspekt des kalten Abendhauchs. Das Abendlied, so deutet es Winfried Freund, sei eher ein Todesgedicht, allerdings vor dem Hintergrund der Heilserwartung eines gläubigen Christen.
Die starke Rezeption des Abendlieds begann bereits kurz nach seiner Veröffentlichung. Johann Gottfried Herder nahm es als einziges zeitgenössisches Gedicht in den zweiten Teil seiner Volkslieder auf. Dabei kürzte er es jedoch um die letzten beiden Strophen, in denen der Gebetscharakter besonders deutlich wird. August Hermann Niemeyer druckte das Gedicht in seinen Sammlungen Lieder für das Volk und Gesangbuch für Schulen und Erziehungsanstalten und begründete so die Rezeption als Kirchenlied. Als Melodie gab er dabei Nun ruhen alle Wälder von Paul Gerhardt an, womit er diesen Bezug erstmals herstellte. Seine Nachdrucke waren jedoch von Claudius nicht autorisiert; er selbst autorisierte lediglich zwei Veröffentlichungen in einem säkularen Rahmen, darunter jene im Vossischen Musenalmanach.
Die literarischen Qualitäten des Abendlieds waren lange umstritten. Einige Rezipienten erkannten eine kindlich-fromme Grundhaltung und lehnten das Gedicht aufgrund seiner angeblichen Naivität und Einfältigkeit ab. Ernst Wiechert lobte eine schlichte, aber handwerklich außerordentlich gelungene Ausführung und betrachtete gerade die Einfachheit als Stilmittel. Ungeachtet dieser Kontroversen kam das Abendlied schnell zu großer Popularität und fand Eingang in zahllose Anthologien und Gesangbücher. Eine wiederkehrende Frage in der Rezeptionsgeschichte ist die nach dem im Abendlied vermittelten Gottesbild. Verschiedene Interpretationen gehen dabei teilweise von aufklärerischen Grundtönen aus, teilweise auch von pietistischen oder reformatorischen, wobei eine eindeutige Zuordnung selten vorgenommen wird. Als Zeichen für fromme orthodoxe Lesarten wird dabei häufig Claudius’ eindeutig predigthafter Grundton gewertet, während bestimmte Vokabeln wie Sternlein gemeinhin dem Wortschatz des Pietismus zugeordnet werden. Auch dem Denken Martin Luthers hat sich Claudius nachweislich verbunden gefühlt. Sowohl theologische als auch literaturwissenschaftliche Interpretationen tendieren dazu, Claudius eine Unabhängigkeit von all diesen Strömungen zuzusprechen.

### Parodien
Aufgrund der großen Bekanntheit des Gedichts wurde es von verschiedenen Autoren parodiert.
Eine der berühmtesten Parodien, zugleich ein Gegengesang zur abendländischen Tradition der Abend- und Mondlieder, stammt von Peter Rühmkorf, veröffentlicht 1962 in seinem Gedichtband Kunststücke und kommentiert mit dem Essay Anleitung zum Widerstand. Die erste Strophe der Variation auf ‚Abendlied‘ von Matthias Claudius lautet:
Der Mond ist aufgegangen.

Ich, zwischen Hoff- und Hangen,

rühr an den Himmel nicht.

Was Jagen oder Yoga?

Ich zieh die Tintentoga

des Abends vor mein Angesicht.

Aus der gleichen Zeit stammt eine Parodie von Franz Josef Degenhardt, der sein Lied Deutscher Sonntag 1965 mit den Zeilen enden ließ: 
Abendstille überall. Bloß

manchmal Lachen wie ein Windstoß

über ein Mattscheibenspäßchen.

Jeder schlürft noch rasch ein Gläschen

und stöhnt über seinen Bauch

und unsern kranken Nachbarn auch.
Andere Parodien stammen von Dieter Höss als Lied des Astronauten, Karlhans Frank als Abendlied, Gerd Knabe als Die Saat ist aufgegangen, Joachim Schwedhelm (Angestaubtes Nachtlied), dem BosArt Trio (Der Mund ist aufgegangen) sowie Christoph Heubner (Wir weinten keine Tränen).
Der Kabarettist Dieter Hildebrandt parodierte mittels des Gedichts Helmut Kohls Angewohnheit, fremde Texte mit eigenen Ideen anzureichern, und verarbeitete es zu einer Bundestagsrede.
Die von einem Kind falsch verstandenen Zeilen „und aus den Wiesen steiget der weiße Nebel wunderbar“ als „und aus den Wiesen steiget der weiße Neger Wumbaba“ inspirierte Axel Hacke zum Titel seines Buchs über solche Hörfehler Der weiße Neger Wumbaba und Michael Sowa zu der entsprechenden Illustration.

### Weitere Verwendungen
Der Beginn der zweiten Strophe wurde als Titel des Fernsehfilms Polizeiruf 110: Wie ist die Welt so stille (2008, Regie Alain Gsponer) gewählt. Die Liedmelodie wurde dabei vom Filmkomponisten Marius Felix Lange leitmotivisch als Filmmusik eingesetzt. Die vierte Zeile wurde als Titel des Fernsehfilms Tatort: Der Wald steht schwarz und schweiget (2012, Drehbuch Dorothee Schön) gewählt. Andrea Timm und Christhard Lück wählten die erste Zeile des Abendliedes als Buchtitel ihres Kriminalromans Der Mond ist aufgegangen. Ein Inselkrimi (2016).
Ingrid Noll wählte eine Zeile der letzten Strophe als Buchtitel ihres Kriminalromans Kalt ist der Abendhauch (1996).
Auf Wunsch des ehemaligen Bundeskanzlers Helmut Schmidt wurde am 23. November 2015 das Abendlied beim Trauergottesdienst anlässlich seiner Beerdigung gesungen. Das Lied Alter Freund von Reinhard Mey endet mit den Worten „Und unsern kranken Nachbarn – auch“. Anselm Kiefer malte 1971 ein Gemälde, das den Titel und Schriftzug Der Mond ist aufgegangen trägt.
Der Verein Deutsche Sprache verlieh im August 2017 der Evangelischen Kirche in Deutschland den Negativpreis Sprachpanscher des Jahres u. a. dafür, dass im Gesangbuch zum evangelischen Kirchentag die letzte Zeile „und unsern kranken Nachbar auch“ in die nach Ansicht der Organisatoren geschlechtsneutrale Fassung „und alle kranken Menschen auch“ umgedichtet wurde. Es existiert auch eine geschlechtsneutrale Abwandlung der ersten Zeile der letzten Strophe: „So legt euch denn, ihr Brüder“ in: „So legt euch, Schwestern, Brüder“ (Textzettel für ein Kirchenkonzert).
Zu Beginn der COVID-19-Pandemie lud die Evangelische Kirche in Deutschland ab März 2020 alle Menschen zum „Balkonsingen“ dieses Liedes jeden Abend um 19 Uhr ein. Dies sei eine Möglichkeit, in Zeiten der Coronakrise Zusammenhalt und Gemeinschaft zu spüren.

## Übersetzungen
Ins Dänische übersetzt Sig månen langsomt hæver, den gyldne stjerne svæver … von Carsten Hauch, 1838, aufgenommen in das Kirchengesangbuch Den Danske Salmebog, Kopenhagen 2002, Nr. 769 (mit Vorgängern, zuerst im Gesangbuch Roskilde 1855), ebenso im Gesangbuch der dänischen Heimvolkshochschule Højskolesangbogen, 18. Ausgabe, Kopenhagen 2006, Nr. 537, und ebenda auf Deutsch, Nr. 538.

### Chorsätze
- Chorsatz von Ulrich Kaiser, abgerufen am 26. November 2015.
- Max Reger: 7 Geistliche Volkslieder, Nr. 1: Noten und Audiodateien im International Music Score Library Project
- Chorsatz (SATB) von Philipp Scharwenka: Noten und Audiodateien im International Music Score Library Project
- Chorsatz (SATB) von Adolf Seifert: Noten und Audiodateien im International Music Score Library Project
- Chorsatz (SATB) von Georg Sothilander: Noten und Audiodateien im International Music Score Library Project
- Chorsätze (SATB) von Wendelin Bitzan und Jürgen Knuth, zweistimmiges Arrangement von Felibunda: Noten und Audiodateien im International Music Score Library Project